# 서이베리아어군
서이베리아어군은 에스파냐 중서부 지역에서 사용되는 이베리아로망스어의 한 언어 집단이다.

## 분류
- 아스투리아스레온어
  - 아스투리아스어
  - 레온어
  - 미란다어
  - 에스트레마두라어(간혹 카스티야계 방언에 포함)
  - 칸타브리아어
- 카스티야계
  - 스페인어(카스티야어)
  - 유대 스페인어
- 갈리시아포르투갈어
  - 갈리시아어
    - 에오나비아어(갈리시아-아스투리아스어)

  - 포르투갈어
  - 팔라어
  - 유대 포르투갈어†
- 피레네-모사라베어 (간혹 다른 언어군에 포함됨)
  - 모사라베어(안달루시아 로망스어)
  - 나바라아라곤어
    - 나바라어†
    - 아라곤어
      - 유대 아라곤어†